# Santa Bárbara (Nariño)
Santa Bárbara, también llamada Santa Bárbara de Iscuandé, es un municipio colombiano ubicado en el departamento de Nariño, cuya cabecera municipal ostenta el nombre de Iscuandé. Se sitúa a 550 kilómetros de San Juan de Pasto, la capital del departamento.
La población fue fundada por Francisco de la Parada en 1600, y fue elevado a la categoría de municipio el 20 de diciembre de 1966.

## División Político-Administrativa
Además de su Cabecera municipal: Iscuandé. Santa Bárbara tiene bajo su jurisdicción los siguientes Centros poblados:
- Boca de Chanzara
- Chico Pérez
- Cuerbal
- Juanchillo
- La Ensenada
- Las Varas
- Palomino
- Quigupi
- Rodea
- Santa Rita
- Secadero Seguihonda
- Soledad Pueblito

## Batalla de Iscuandé
El 29 de enero de 1812 en esta localidad, ocurrió la primera batalla naval de lo que después se constituiría como Colombia. Las tropas realistas comandadas por Ramón Pardo salieron el día anterior de la ciudad de Tumaco ese día para enfrentarse contra la flota de las Ciudades Confederadas del Valle del Cauca.
Entre las tropas españolas se encontraba Miguel Tacón y Rosique, gobernador de la ciudad de Popayán, quien había tenido que huir de la ciudad once meses atrás debido a la victoria del ejército de las Ciudades Confederadas en la batalla del Bajo Palacé.
La armada española contaba con 200 hombres distribuidos entre el bergantín "San Antonio de Morreño" y otros navíos pequeños, todos blindados y equipados con cañones. Mientras que la armada independentista contaba con 190 hombres principalmente equipados con lanzas y unos cuantos fusiles, estos navegaban en barcas y solamente contaban con un viejo cañón.
Los patriotas lograron que los españoles se dirigieran a los esteros de Iscuandé, en donde encallaron al bajar la marea, lo cual imposibilitó el uso de sus cañones pues estos se quedaron sin ángulo de tiro al estar fijos sobre los barcos. Aprovechando la situación durante la madrugada del día siguiente los vallecaucanos bajo el mando de José Ignacio Rodríguez asaltaron el barco y ejecutaron a los españoles. Pocos lograron sobrevivir al ataque, entre los pocos sobreviviente se encontraba Tacón y Rosique.